# Nürburgring Langstrecken-Serie
Pour les articles homonymes, voir VLN.
Le Nürburgring Langstrecken-Serie (NLS), anciennement VLN Langstreckenmeisterschaft Nürburgring (Championnat d'endurance VLN du Nürburgring), est un championnat organisé depuis 1977 sur la Nordschleife (Boucle nord du Nürburgring) par un groupement d'associations de sport automobile, le Veranstaltergemeinschaft Langstreckenpokal Nürburgring (ou plus simplement VLN).

## Format

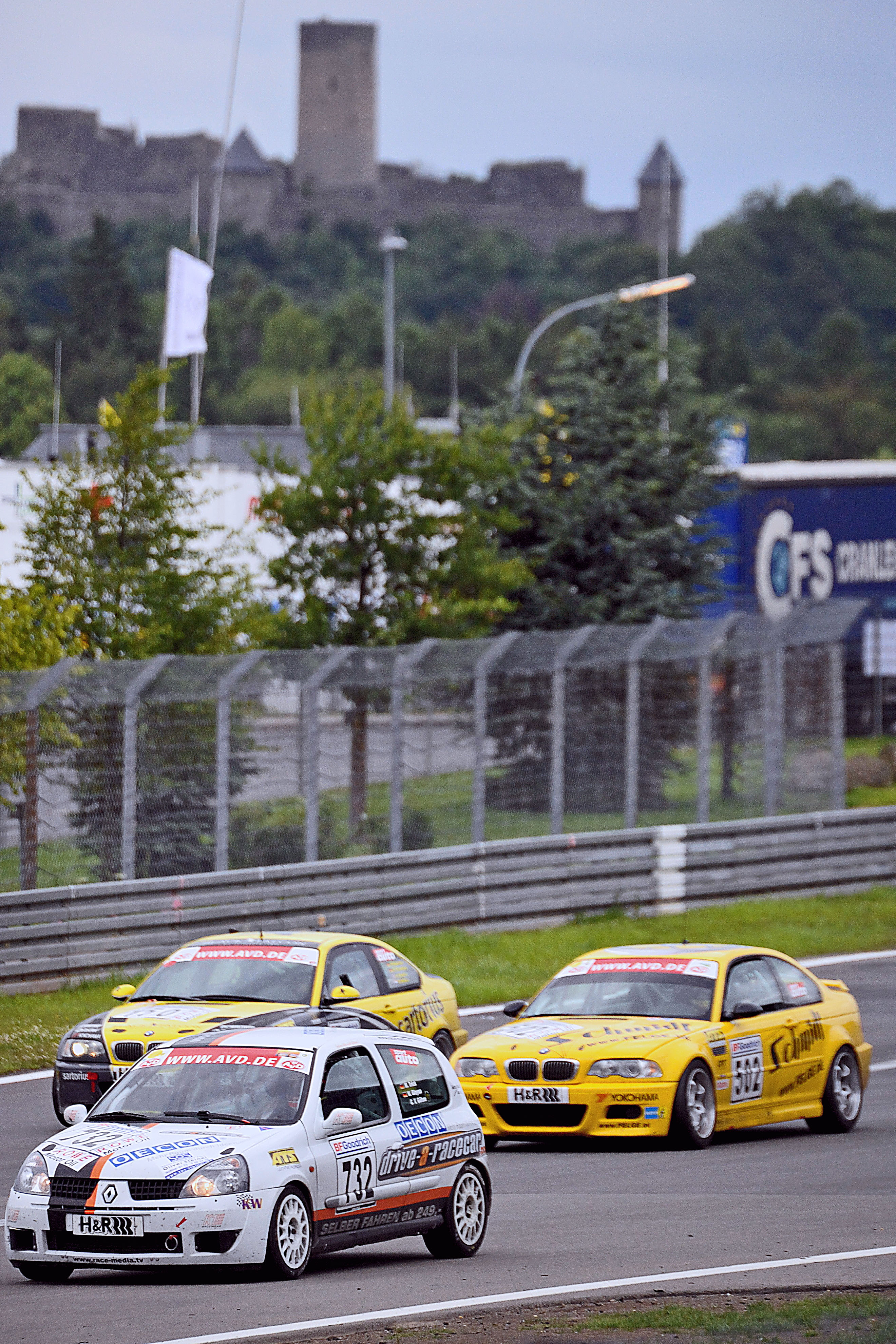
Voitures de tourisme de front sur le Nürburgring.

Chacune des associations organise une course par saison en invitant les autres sur le tracé mythique du Nürburgring. Ce championnat reprend le même circuit, les mêmes règles et les mêmes compétiteurs que les 24 Heures du Nürburgring mais cette course n'en fait pas partie.
Les modèles utilisés sont à la fois des voitures de Tourisme et de Grand Tourisme.

## Historique

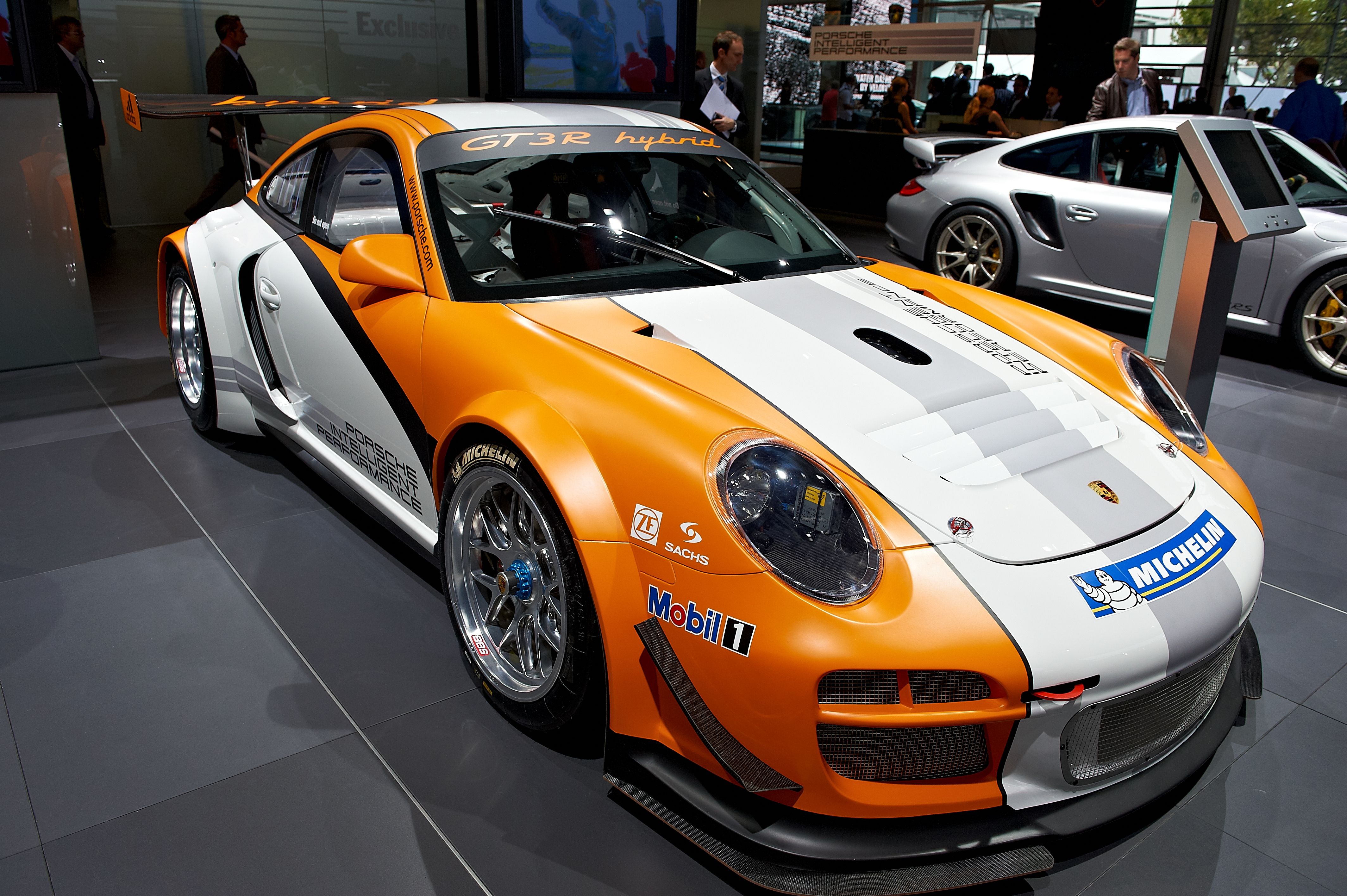
La Porsche GT3 R hybrid, au salon de Paris 2010.

Ce championnat s'est appelé BFGoodrich Langstreckenmeisterschaft (BFGLM) de 2001 à 2009.
Plusieurs vainqueurs des 24 Heures du Nürburgring sont au palmarès de ce championnat comme Peter Zakowski, Hans-Jürgen Tiemann, Johannes Scheid, Sabine Reck, Hans Widmann... D'autres vainqueurs se sont fait connaître dans d'autres compétitions comme Claudia Hürtgen ou l'ancien cycliste Klaus-Peter Thaler.
En 2010, un championnat d'Allemagne (Deutsche GT Meisterschaft) est créé en incluant les 24 Heures du Nürburgring, des courses de l'ADAC GT Masters et des courses du VLN Langstreckenmeisterschaft Nürburgring.
Le 28 mai 2011, lors de la quatrième course de la saison la victoire est revenue à la Porsche 911 GT3 R Hybrid conduite par Marco Holzer, Patrick Long et Richard Lietz. Il s'agit de la première victoire d'une voiture hybride dans une compétition automobile d'importance.

## Palmarès

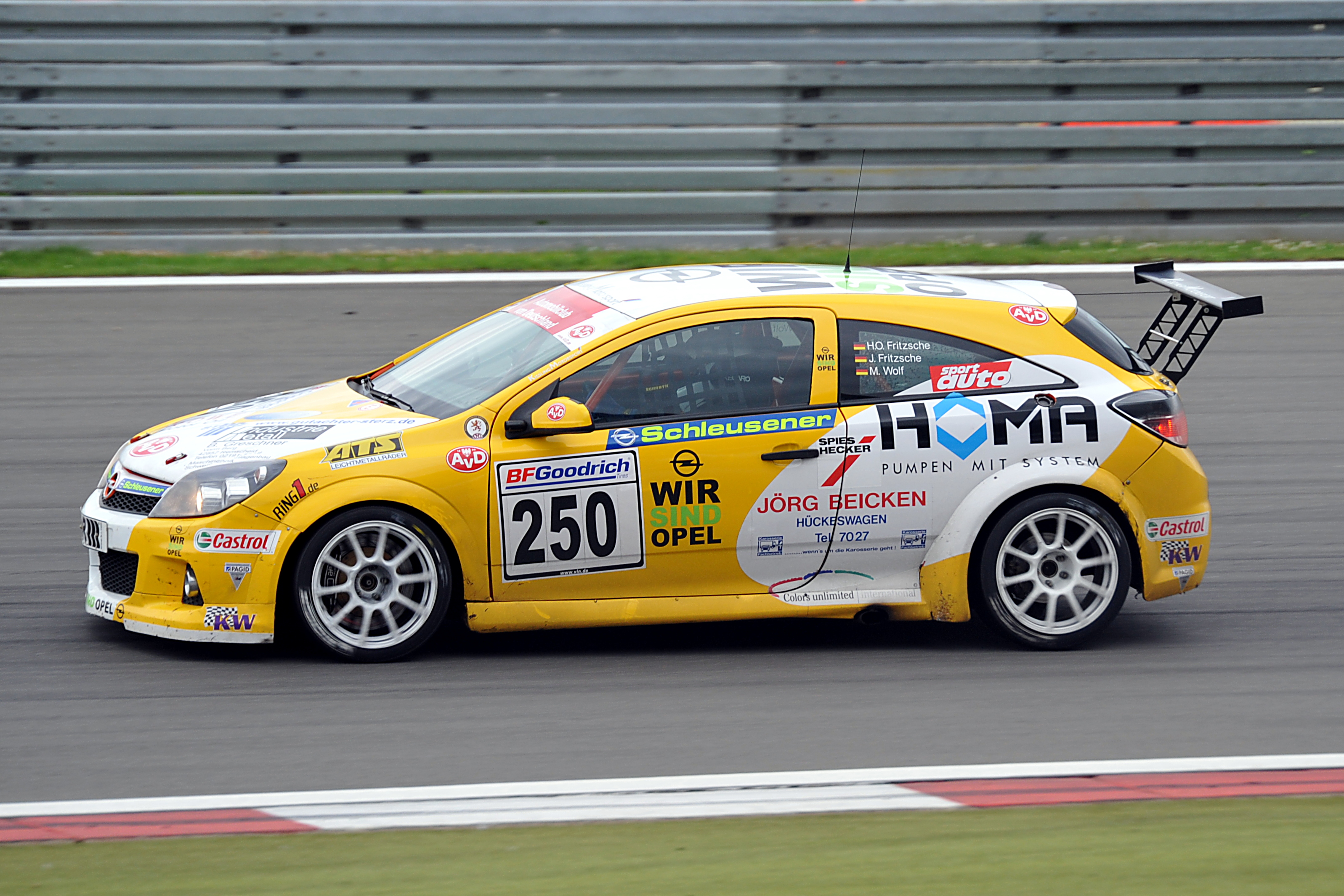
L'Opel Astra GTC de l'écurie Kissling Motorsport en 2009 (équipage Heinz-Otto et Jürgen Fritzsche, associés à Marco Wolf).

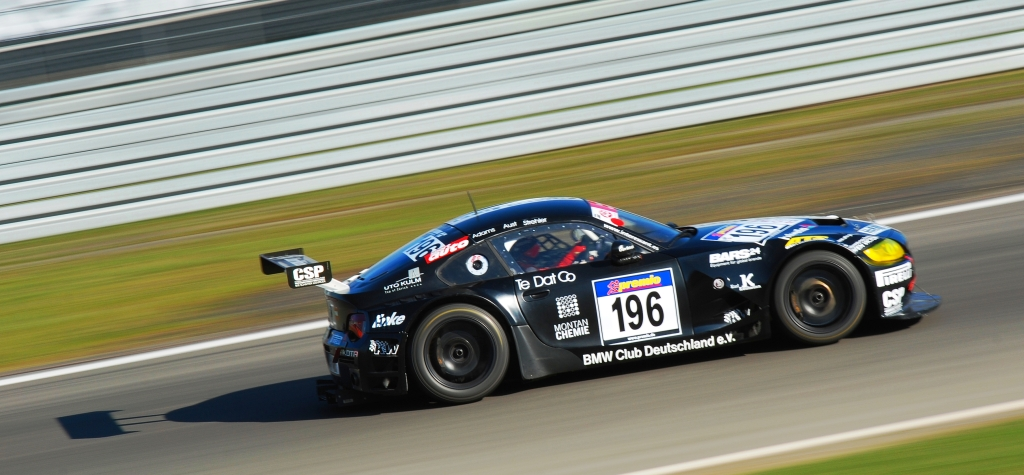
La BMW Z4 de Hanspeter Strehler, en 2010.

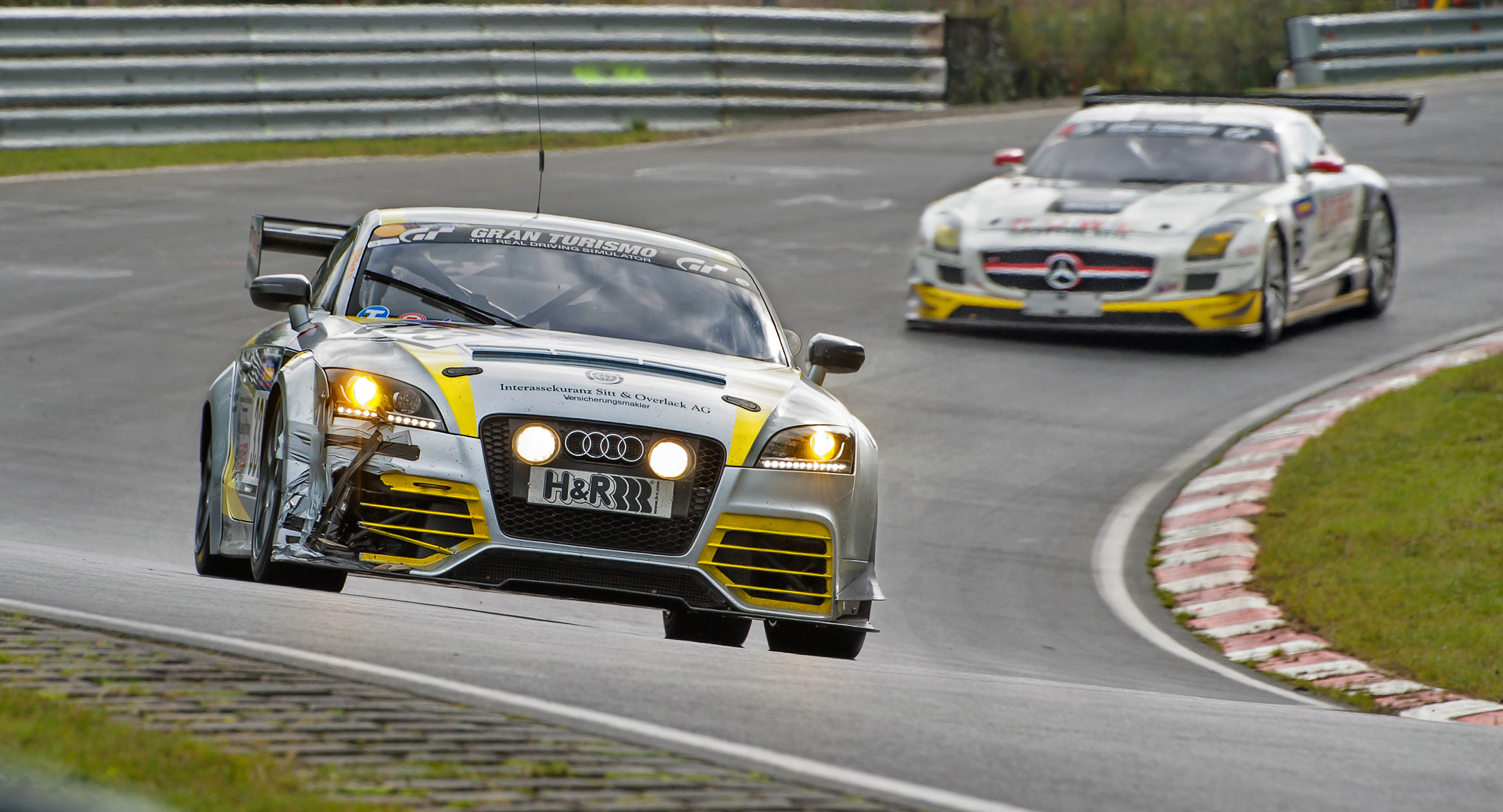
Audi contre Mercedes-Benz, durant l'édition 2012 du VLN.

|      | Pilote                                                   | Équipe                          | Voiture                       |
| ---- | -------------------------------------------------------- | ------------------------------- | ----------------------------- |
| 1977 | Ernst Thierfelder                                        |                                 | Simca Rallye                  |
| 1978 | Hans Weisgerber                                          |                                 | BMW 2002                      |
| 1979 | Wolfgang Kudrass/Norbert Schiffbauer                     |                                 | Audi 50                       |
| 1980 | Johannes Scheid                                          | Scheid Motorsport               | Autobianchi A112 Abarth 70 HP |
| 1981 | Johannes Scheid/Reinhold Köster                          | Scheid Motorsport               | Fiat 127 Sport                |
| 1982 | Arno Wester/Walter Jirak                                 |                                 | VW Golf GTI                   |
| 1983 | Karl-Heinz Schäfer                                       |                                 | Opel Kadett GT/E              |
| 1984 | Heinrich Sprungmann/Dierk Meyer                          |                                 | VW Golf GTI                   |
| 1985 | Karl-Heinz Kuhlendahl                                    |                                 | VW Scirocco                   |
| 1986 | Herbert Kummle                                           |                                 | Ford Escort RS 2000           |
| 1987 | Ludwig Nett/Jürgen Nett                                  |                                 | Peugeot 205                   |
| 1988 | Wolfgang Schrey/Günter Schrey                            |                                 | Mercedes-Benz 190 E 2.3-16    |
| 1989 | Lutz-Wilhelm Höhl                                        |                                 | VW Polo Coupé                 |
| 1990 | Heinz-Otto Fritzsche/Jürgen Fritzsche                    |                                 | Opel Kadett GSi               |
| 1991 | Heinz-Otto Fritzsche/Jürgen Fritzsche                    |                                 | Opel Kadett GSi               |
| 1992 | Dirk Adorf/Guido Thierfelder                             |                                 | Citroën AX Sport              |
| 1993 | Heinz-Otto Fritzsche/Roland Senge                        |                                 | Opel Astra F GSi              |
| 1994 | Johannes Scheid/Hans Widmann                             | Scheid Motorsport               | BMW M3 (E30)                  |
| 1995 | Johannes Scheid/Hans Widmann                             | Scheid Motorsport               | BMW M3 (E30)                  |
| 1996 | Dirk Adorf/Thomas Winkelhock                             | Mühlner Motorsport              | Opel Astra F GSi              |
| 1997 | Dirk Adorf/Heinz-Josef Bermes                            | Mühlner Motorsport              | Opel Astra F GSi (3)          |
| 1998 | Johannes Scheid/Sabine Reck                              | Scheid Motorsport               | BMW M3 (E36)                  |
| 1999 | Peter Zakowski/Hans-Jürgen Tiemann                       | Zakspeed                        | Chrysler Viper GTS-R          |
| 2000 | Jens Lührsen/Uwe Unteroberdörster                        | Fleper Motorsport               | Suzuki Swift GTi              |
| 2001 | Klaus-Peter Thaler/Heinz Remmen                          | Kissling Motorsport             | Opel Astra F GSi              |
| 2002 | Mario Merten                                             | Bonk Motorsport                 | BMW 318is (E36)               |
| 2003 | Heinz-Otto Fritzsche/Jürgen Fritzsche                    | Kissling Motorsport             | Opel Corsa C                  |
| 2004 | Arnd Meier/René Wolff                                    |                                 | BMW 318ti compact (E36)       |
| 2005 | Claudia Hürtgen                                          | Schubert Motors                 | BMW 320i (E46)                |
| 2006 | Mario Merten/Wolf Silvester                              | Bonk Motorsport                 | BMW 318is (E36)               |
| 2007 | Heinz-Otto Fritzsche (5)/Jürgen Fritzsche (5)/Marco Wolf | Kissling Motorsport             | Opel Astra GTC                |
| 2008 | Alexander Böhm/Matthias Unger                            | Black Falcon                    | BMW 325i (E90)                |
| 2009 | Alexander Böhm/Christer Jöns/Sean Paul Breslin           | Black Falcon                    | BMW 325i (E90)                |
| 2010 | Mario Merten/Wolf Silvester                              | Bonk Motorsport                 | BMW Z4 (E85)                  |
| 2011 | Carsten Knechtges/Manuel Metzger/Tim Scheerbarth         | Black Falcon                    | BMW Z4 (E85)                  |
| 2012 | Ulrich Andree/Dominik Brinkmann/Christian Krognes        | LMS Engineering                 | VW Scirocco GT24              |
| 2013 | Dirk Groneck/Tim Groneck                                 | Groneck Motorsport              | Renault Clio                  |
| 2014 | Rolf Derscheid/Michael Flehmer                           | Team Derscheid Motorsport       | BMW 325i (E90) (3)            |
| 2015 | Dirk Groneck / Tim Groneck                               | Groneck Motorsport              | Renault Clio                  |
| 2016 | Alexander Mies / Michael Schrey                          | Bonk-Motorsport                 | BMW M235i Racing Cup          |
| 2017 | Michael Schrey                                           | Bonk-Motorsport                 | BMW M235i Racing Cup          |
| 2018 | Philipp Leisen/Christopher Rink/Danny Brink              | Pixum Team Adrenalin Motorsport | BMW 325i (E90)                |
| 2019 | Yannick Fübrich/David Griessner                          | Pixum Team Adrenalin Motorsport | BMW M240i Racing Cup          |
| 2020 | Philipp Leisen/Christopher Rink/Danny Brink              | Pixum Team Adrenalin Motorsport | BMW 325i                      |
| 2021 | Philipp Leisen/Danny Brink                               | Pixum Team Adrenalin Motorsport | BMW 325i                      |
| 2022 | Daniel Zils/Oskar Sandberg/Sindre Setsaas                | Pixum Team Adrenalin Motorsport | BMW 330i                      |
| 2023 | Philipp Leisen/Oskar Sandberg/Daniel Zils                | Pixum Team Adrenalin Motorsport | BMW 330i                      |

## Nombre de victoires

### Nombre de victoires par pilote

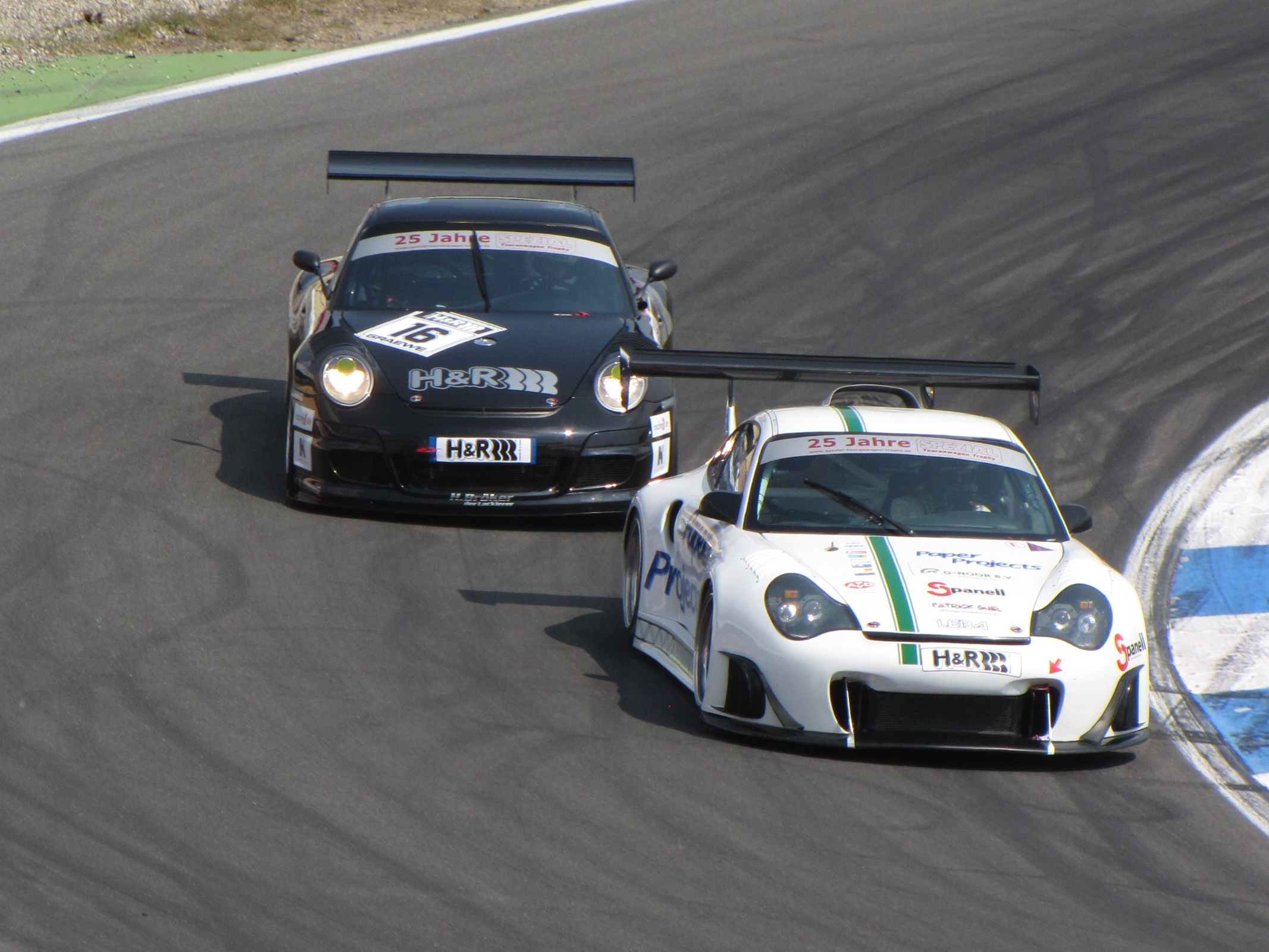
Jürgen Alzen derrière Patrick Snel, sur Porsche 997 GT3 (2010, ici en Cup).

| Rang | Pilote              | Victoires |
| ---- | ------------------- | --------- |
| 1    | Olaf Manthey        | 30        |
| 2    | Jürgen Alzen        | 29        |
|      | Ulrich Richter      | 28        |
| 4    | Marc Basseng        | 26        |
|      | Arno Klasen         | 26        |
| 6    | Edgar Dören         | 24        |
| 7    | Peter Zakowski      | 22        |
| 8    | Hans-Jürgen Tiemann | 21        |
| 9    | Marcel Tiemann      | 19        |
| 10   | Frank Stippler      | 15        |
| 11   | Marc Lieb           | 13        |
|      | Uwe Alzen           | 13        |
| 13   | Otto Altenbach      | 12        |
|      | Jürgen Oppermann    | 12        |
|      | Jürgen Lässig       | 12        |
|      | Axel Felder         | 11        |
| 17   | Timo Bernhard       | 10        |
|      | Lucas Luhr          | 10        |
|      | Dieter Gartmann     | 10        |

### Nombre de victoires par constructeur en activité
| Victoires | Constructeur  |
| --------- | ------------- |
| 226       | Porsche       |
| 62        | Mercedes      |
| 54        | BMW           |
| 29        | Audi          |
| 22        | Ford          |
| 21        | Opel          |
| 17        | Chrysler      |
| 4         | Alfa Romeo    |
| 3         | V8Star-Jaguar |
| 2         | Ferrari       |
| 1         | Aston Martin  |
| 1         | Lexus         |
| 1         | Toyota        |

### Nombre de titres par constructeur
| Titres | Constructeur | Année                                                                |
| ------ | ------------ | -------------------------------------------------------------------- |
| 19     | BMW          | 1978, 1994, 1995, 1998, 2002, 2005, 2006, 2008-2011, 2014, 2016-2022 |
| 9      | Opel         | 1983, 1990, 1991, 1993, 1996, 1997, 2001, 2003, 2007                 |
| 5      | Volkswagen   | 1982, 1984, 1985, 1989, 2012                                         |
| 2      | Renault      | 2013, 2015                                                           |
| 1      | Simca        | 1977                                                                 |
| 1      | Audi         | 1979                                                                 |
| 1      | Autobianchi  | 1980                                                                 |
| 1      | Fiat         | 1981                                                                 |
| 1      | Ford         | 1986                                                                 |
| 1      | Peugeot      | 1987                                                                 |
| 1      | Mercedes     | 1988                                                                 |
| 1      | Citroën      | 1992                                                                 |
| 1      | Chrysler     | 1999                                                                 |
| 1      | Suzuki       | 2000                                                                 |